# Giovanni Battista Nasalli Rocca di Corneliano
Giovanni Battista Nasalli Rocca di Corneliano (né le 27 août 1872 à Plaisance en Italie et mort le 13 mars 1952 à Bologne) fut un cardinal italien et archevêque de Bologne.
Oncle du cardinal Mario Nasalli Rocca di Corneliano, il a été élevé au cardinalat par le pape Pie XI au consistoire du 23 mai 1923.

## Biographie
Giovanni Nasalli Rocca di Corneliano naquit à Plaisance au sein d'une famille noble. Son neveu était Mario Nasalli Rocca di Corneliano, qui devint à son tour cardinal en 1969. Il fut confirmé en 1880, et fit sa première communion en 1881, alors qu'il était élève au Collège Vida de Crémone. Après avoir reçu la tonsure ecclésiastique en 1888 des mains de Mgr Giovanni Scalabrini, il entra au séminaire à Plaisance, où il étudia la philosophie, la théologie, le droit canon, le thomisme et la théologie morale.
Il poursuivit ses études au Collegio dei SS. Ambrogio e Carlo à Rome, en octobre 1891, et au Collège Lombardo, où il étudia auprès de Carlo Perosi et de Luigi Sincero. Il fut ordonné prêtre par Mgr Scalabrini le 8 juin 1895, et exerça alors une activité pastorale à Plaisance jusqu'en 1896. Il se rendit ensuite à Rome pour suivre les cours de l'Université pontificale grégorienne, où il obtint son doctorat en théologie en 1895, et de l'Académie pontificale ecclésiastique où, en 1898, il passa son doctorat en droit canon.
Jeune prêtre, il collabora avec l'évêque Giacomo Radini-Tedeschi pour organiser l'Action catholique à Rome et dans le reste de l'Italie, et, en 1899, il entra au service de la Curie romaine comme stagiaire à la Sacrée Congrégation des affaires ecclésiastiques extraordinaires, que dirigeait Felice Cavagnis. Il devint chanoine adjoint de la Basilique libérienne en 1899, puis chanoine de plein titre en 1902. Le 5 mai 1902 il fut élevé au rang de prélat domestique de Sa Sainteté, et devint protonotaire apostolique le 31 mai suivant. De 1904 à 1906, il exerça les fonctions de visiteur apostolique pour les Visites sacrées à Rome, dans les diocèses d'Ancône, de Penne et Atri, de Recanati et Lorette, de Teramo et Fermo, de Bojano et Campobasso, et dans de nombreux séminaires italiens.
Le 25 janvier 1907, il fut nommé évêque de Gubbio par Pie X et fut consacré le 10 février suivant dans la Basilique libérienne par le cardinal Vincenzo Vannutelli, assisté de l'archevêque Paolo Barone et de l'évêque Raffaele Virili officiant en tant que coconsécrateurs. Il fut ensuite nommé archevêque titulaire de Thèbes (de) et aumônier privé de Sa Sainteté le 6 décembre 1916, puis assistant au trône pontifical le 9 décembre de cette même année. Après être devenu assistant ecclésiastique de la Jeunesse catholique italienne en juin 1921, il fut nommé archevêque de Bologne le 21 novembre 1921.
Pie XI le créa cardinal-prêtre de S. Maria in Traspontina lors du consistoire du 23 mai 1923. Il occupa  les fonctions de légat pontifical lors de plusieurs cérémonies religieuses et d'événements importants entre 1923 et 1946, et fut l'un des cardinaux qui participèrent au conclave de 1939 qui élut Pie XII.
Il mourut à Bologne, à l'âge de 79 ans, et fut enterré dans la basilique de la Madonna di S. Luca.

## Succession apostolique
Giovanni Battista Nasalli Rocca di Corneliano a ordonné les évêques suivants :
- Évêque Ettore Lodi (de) (1925)
- Archevêque Dionigio Casaroli (it) (1926)
- Cardinal Marcello Mimmi (1930)
- Évêque Teodoro Pallaroni (1931)
- Évêque Francesco Gardini (1931)
- Évêque Domenico Argnani (1931)
- Évêque Ferdinando Longinotti (it) (1934)
- Évêque Ettore Castelli (it) (1935)
- Évêque Pio Guizzardi (de) (1936)
- Évêque Danio Bolognini (it) (1946)
- Évêque Cândido Bento Maria Penso (de), O.P. (1948)